# 시각 기억
시각 기억(visual memory)은 지각 처리와 결과적인 신경 표현의 인코딩(encoding), 저장(storage) 및 회상 간의 관계를 설명한다. 시각적 기억은 이전에 방문한 위치를 시각적으로 탐색하기 위해 안구 운동부터 수년에 이르는 광범위한 시간 범위에 걸쳐 발생한다. 시각적 기억은 시각적 경험과 관련된 감각의 일부 특성을 보존하는 기억의 한 형태이다. 우리는 정신적 이미지로 사물, 장소, 동물, 사람과 유사한 시각적 정보를 기억 속에 남길 수 있다. 시각적 기억의 경험은 마음의 눈이라고도 불리며, 이를 통해 기억에서 원래의 사물, 장소, 동물 또는 사람에 대한 정신적 이미지를 검색할 수 있다. 시각적 기억은 인간의 기억을 형성하기 위해 결합되는 상호 연결된 부분인 여러 인지 시스템 중 하나이다. 자극이 제거된 후에도 시각적 이미지가 지속되거나 재발하는 반복보임(palinopsia)의 유형은 시각 기억의 기능 장애이다.

## 신경해부학
인간의 경우 배쪽 흐름의 시각적 개체 인식(object recognition)에 특화된 영역은 측두엽 피질에서 더 낮은 위치에 있는 반면, 등쪽 흐름에서 개체의 시각적 공간 위치에 특화된 영역은 두정엽 피질에서 더 높은 위치에 있다. 그러나 이 두 흐름 가설은 유용하기는 하지만 두 흐름이 전체 주둥이 경로를 따라 상호 통신을 유지하기 때문에 시각 시스템을 지나치게 단순화한다.

### 뒤마루겉질
뒤마루겉질은 정신적 이미지를 조작하고 뇌의 감각 및 운동 부분을 통합하는 마루엽의 일부이다.
대부분의 실험은 시각적 작업 기억과 주의력에서 인간의 후두정엽 피질의 역할을 강조한다. 따라서 우리는 목표 지향적인 운동 행동 계획과 관련된 과정에서 시각적 기억과 주의를 명확하게 분리해야 한다.

### 시각피질
뇌의 각 반구에는 시각 피질이 있으며, 그 중 대부분은 후두엽에 위치한다. 왼쪽 반구 시각 피질은 주로 오른쪽 시야에서 신호를 받고, 오른쪽 시각 피질은 주로 왼쪽 시야에서 신호를 받는다. 하지만 각 피질은 동측 시야에서도 상당한 양의 정보를 받는다. 시각 피질은 또한 시상에 위치한 외측 슬상체(lateral geniculate body)와 같은 피질하 영역으로부터 정보를 받는다. 그러나 물체의 정체성과 위치가 배쪽(후두-측두엽) 및 등쪽(후두-두정엽) 피질 시각 흐름에서 각각 우선적으로 처리된다는 충분한 증거가 있다. 두 작업을 수행하는 동안 rCBF를 비교하면 복부 경로와 등쪽 경로 간의 차이가 다시 나타났다.

#### 등쪽 흐름 경로
등쪽 흐름 경로는 주로 외부 세계에서 물체의 시각적 공간적 위치에 관여하며 구어적으로 '어디' 경로('where' pathway)라고도 알려져 있다. 등쪽 흐름 경로는 움직임의 안내(예: 공간에 있는 물체에 도달하는 것)에도 관여하므로 공간 위치 외에도 물체의 움직임 분석과 관련이 있다.
등쪽 흐름 경로는 후두엽의 순수 시각 정보로 시작되며, 이 정보는 공간 인식 기능을 위해 두정엽으로 전달된다. 특히, 뒤마루겉질은 "공간 관계의 인식 및 해석, 정확한 신체 이미지, 공간에서 신체 조정과 관련된 작업 학습"에 필수적이다.

#### 배쪽 흐름 경로
배쪽 흐름 경로는 주로 물체 인식에 관여하며 구어체로 '무엇' 경로('what' pathway)로 알려져 있다. 이는 내측 측두엽(장기 기억 저장에 관여), 변연계(감정 조절), 등쪽 흐름 경로(시공간적 위치 및 물체의 움직임에 관여)와 연결되어 있다. 따라서 배쪽 흐름 경로는 외부 세계의 대상에 대한 인식뿐 아니라 이러한 대상에 대한 감정적 판단과 분석도 담당한다.
복부 흐름 경로는 일차 시각 피질(후두엽)의 순수 시각 정보로 시작하여 이 정보가 측두엽으로 전달된다.

### 후두엽
뇌 뒤쪽에 위치한 후두엽은 시각 정보를 수신하고 처리한다. 후두엽은 또한 색상과 모양을 처리한다.